# Rosa Venerini

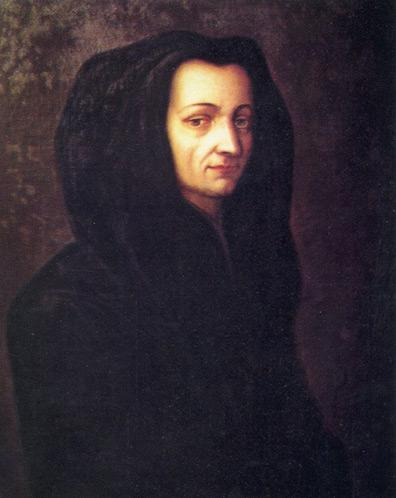
Rosa Venerini

Rosa Venerini (* 9. Februar 1656 in Viterbo; † 7. Mai 1728 in Rom) war eine katholische Ordensfrau und Heilige.
Sie eröffnete 1685 die erste öffentliche Mädchenschule Italiens und gründete zu diesem Zweck die Gemeinschaft Maestre Pie Venerini („Fromme Lehrschwestern Venerini“), die sich für die (jesuitische) Schulbildung engagierte. Ziel war eine religiös-ganzheitliche Erziehung der Mädchen. Zusammen mit Lucia Filippini rief sie weitere Schulen ins Leben und war an der Gründung der Kongregation Maestre Pie Filippini („Fromme Lehrschwestern Filippini“) beteiligt.
In ihrem Todesjahr gab es bereits 40 Schulen, heute (2018) wirken in Europa, Asien, Afrika und Amerika etwa 700 Schwestern in über 100 Schulen.
Sie wurde am 4. Mai 1952 durch Papst Pius XII. seliggesprochen; am 15. Oktober 2006 wurde sie von Papst Benedikt XVI. heiliggesprochen.